# Contarinia bromicola
Contarinia bromicola is een muggensoort uit de familie van de galmuggen (Cecidomyiidae). De wetenschappelijke naam van de soort is voor het eerst geldig gepubliceerd in 1961 door Marikovskij and Agafonova.